# Arrêté municipal
Pour un article plus général, voir Maire.

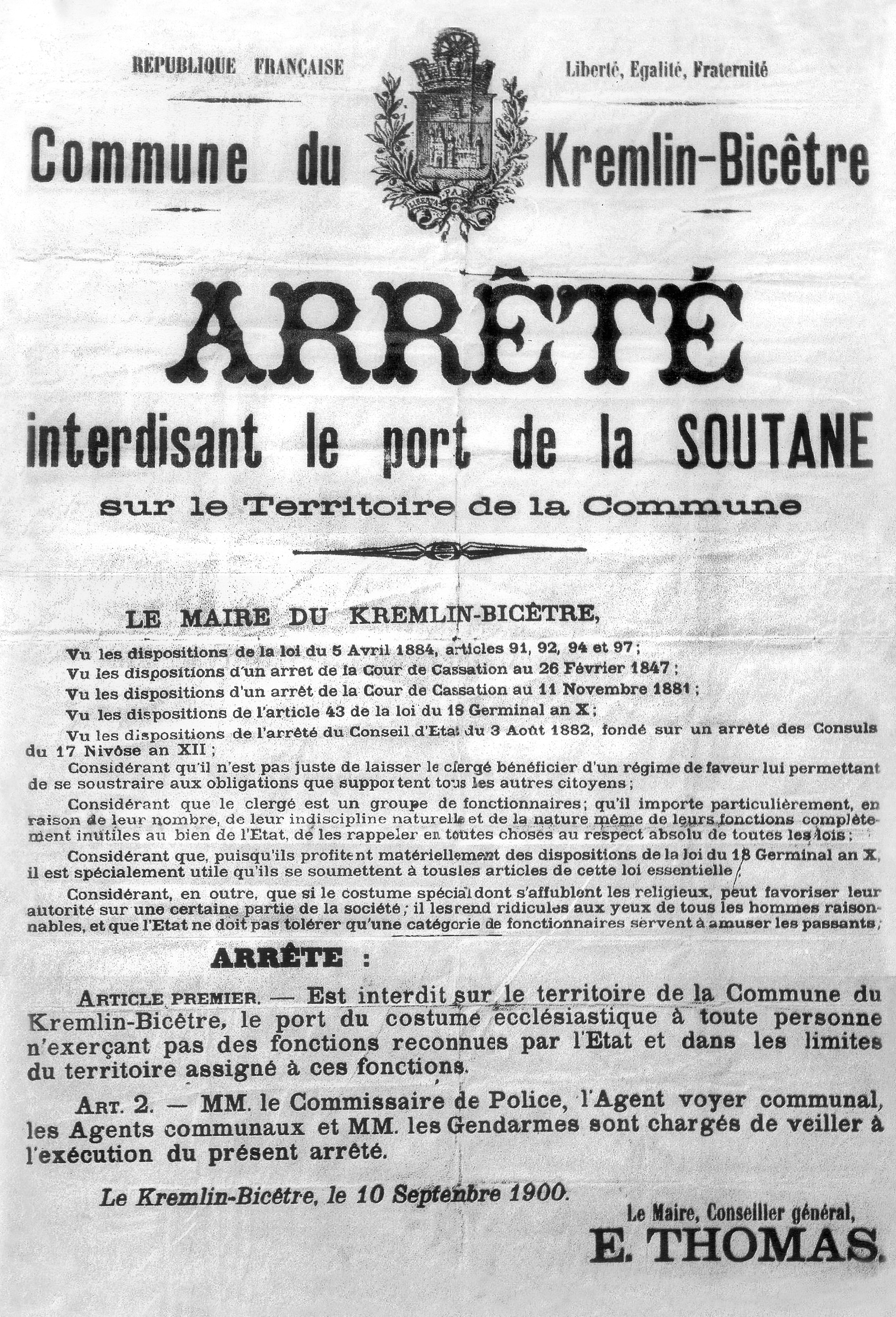
Arrêté interdisant le port de la soutane sur le territoire de la commune du Kremlin-Bicêtre, daté du 10 septembre 1900.

En France, un arrêté municipal est une décision administrative unilatérale prise par le maire, ou, en son nom, par un maire-adjoint, un conseiller municipal ou certains hauts fonctionnaires municipaux ayant reçu une délégation de signature à cet effet.
Conformément aux règles générales de la décentralisation opérée par la loi du 2 mars 1982, les arrêtés municipaux sont exécutoires de plein droit après avoir été publiés, affichés ou notifiés aux personnes concernées, et, dans la plupart des cas, après avoir été transmis au préfet ou au sous-préfet qui, s'il les juge illégaux, en demandera l'annulation auprès du juge administratif.
Les personnes et organismes concernés par les dispositions de l'arrêté peuvent en contester le contenu par la voie du recours pour excès de pouvoir, le plus généralement dans le délai de deux mois à compter de l'affichage ou de la notification de l'arrêté, et devant le tribunal administratif dans le ressort duquel se trouve la commune. Ils peuvent également demander au préfet d'exercer son contrôle de légalité (comme indiqué dans le paragraphe précédent), mais cette procédure tend à être moins utilisée car elle peut amener à dépasser le délai de deux mois dans lequel l'administré doit former son recours si le préfet décide de se désister du sien.
Un arrêté municipal peut intervenir dans tous les champs de compétence municipaux, même si l'on connait mieux les arrêtés qui interviennent dans le cadre des compétences de police municipale, pouvant aller jusqu'à restreindre certaines libertés (couvre-feu, stationnement, etc.), tout en respectant, bien sûr, l'ensemble des règles juridiques françaises.